# Voorzitter van de ministerraad
Voorzitter van de ministerraad of President van de ministerraad is in sommige landen de officiële benaming voor een functie binnen de uitvoerende macht, en wel die van regeringsleider. Internationaal gezien wordt deze titel als gelijkwaardig aan die van minister-president of premier beschouwd.
In landen waar deze term niet officieel voor de regeringsleider gebruikt wordt, is deze in de praktijk wel de voorzitter van de ministerraad.  
In de volgende landen wordt de regeringsleider voorzitter van de ministerraad genoemd:
- Bosnië en Herzegovina: Predsjedavajući Vijeća ministara Bosne i Hercegovine / Предсједавајући Савјета министара Босне и Херцеговине (voorzitter van de ministerraad van Bosnië en Herzegovina)
- Cuba: Presidente del Consejo de Ministros de Cuba (voorzitter van de ministerraad van Cuba)
- Italië: Presidente del Consiglio dei Ministri (president van de ministerraad)
- Libanon: President van de ministerraad
- Peru: Presidente del Consejo de Ministros del Perú (voorzitter van de ministerraad van Peru)
- Polen: Prezes Rady Ministrów (voorzitter van de ministerraad)

Nederland kende van 1848 tot 1945 een Voorzitter van de Ministerraad. Sinds het kabinet-Schermerhorn-Drees wordt er gesproken van minister-president.